# Роберт Керр (легкоатлет)
Роберт Керр (англ. Robert Kerr; нар. 9 червня 1882 — пом. 12 травня 1963) — канадський легкоатлет ірландського походження, який спеціалізувався в бігу на короткі дистанції.

## З життєпису
Народився у Північній Ірландії. Коли Керру було 5 років, його сім'я іммігрувала до Канади.
Учасник Олімпійських ігор-1904. Брав участь у бігу на 60, 100 та 200 метрів, проте в жодній дисципліні до фіналу не потрапив.
Олімпійський чемпіон-1908 з бігу на 200 метрів.
Ветеран Першої світової війни.
Після війни працював футбольним та легкоатлетичним тренером.
Входив до складу офіційних делегацій Канади на Олімпіадах у 1928 та 1932.
Допомагав Олімпійській асоціації Канади в організації перших Ігор Британської імперії, що відбулись у 1930.

## Олімпійські виступи
| Рік  | Змагання         | Місто     | Місце | Дисципліна |
| ---- | ---------------- | --------- | ----- | ---------- |
| 1904 | Олімпійські ігри | Сент-Луїс | 5заб4 | 60 м       |
| 1904 | 2заб3            | 100 м     |       |            |
| 1904 | 2заб3            | 200 м     |       |            |
| 1908 | Олімпійські ігри | Лондон    | 3     | 100 м      |
| 1908 | 1                | 200 м     |       |            |